# Paraplanaria
Paraplanaria és un gènere de triclàdide planàrid que habita a Amèrica del Nord.
L'espècie tipus és Paraplanaria dactyligera.

## Descripció
Es tracta d'un planàrid similar a Phagocata amb un diverticle musculo-glandular posterior de l'atri. Els testicles de Paraplanaria s'estenen fins a la regió de la boca.